# Jessie Cave
Jessica Cave (ur. 5 maja 1987 w Londynie) – brytyjska aktorka.

## Kariera
Pokonała 7000 dziewczyn w castingu do roli Lavender Brown w szóstej części Harry’ego Pottera: Harry Potter i Książę Półkrwi. Wystąpiła w dramacie telewizyjnym Summerhill. Zagrała również niewielką rolę w filmie fantasy Atramentowe serce.

## Filmografia
- Atramentowe serce jako Nimfa wodna (niewymieniona w czołówce)
- Harry Potter i Książę Półkrwi jako Lavender Brown (2009)
- Harry Potter i Insygnia Śmierci Część I jako Lavender Brown (2010)
- Harry Potter i Insygnia Śmierci Część II jako Lavender Brown (2011)
- Wielkie nadzieje jako Biddy (2012)
- Dumni i wściekli jako Zoe (2014)
- Pentameron jako Fenizia (2015)

## Telewizja
- Powrót do Cranford jako wiejska dziewczyna (2007, BBC)
- Summerhill jako Stella (2008, CBBC)
- Glue jako Annie (2015, 8 odcinków)
- Trollied jako Heather (2015, 8 odcinków)

## Teatr
- Noises Off jako Brooke (The Latymer Theatre)
- Tartuffe jako Elmire (The Latymer Theatre)
- Robin Hood jako lady Marion (Greenwich Theatre)